# Bombardeo intenso tardío

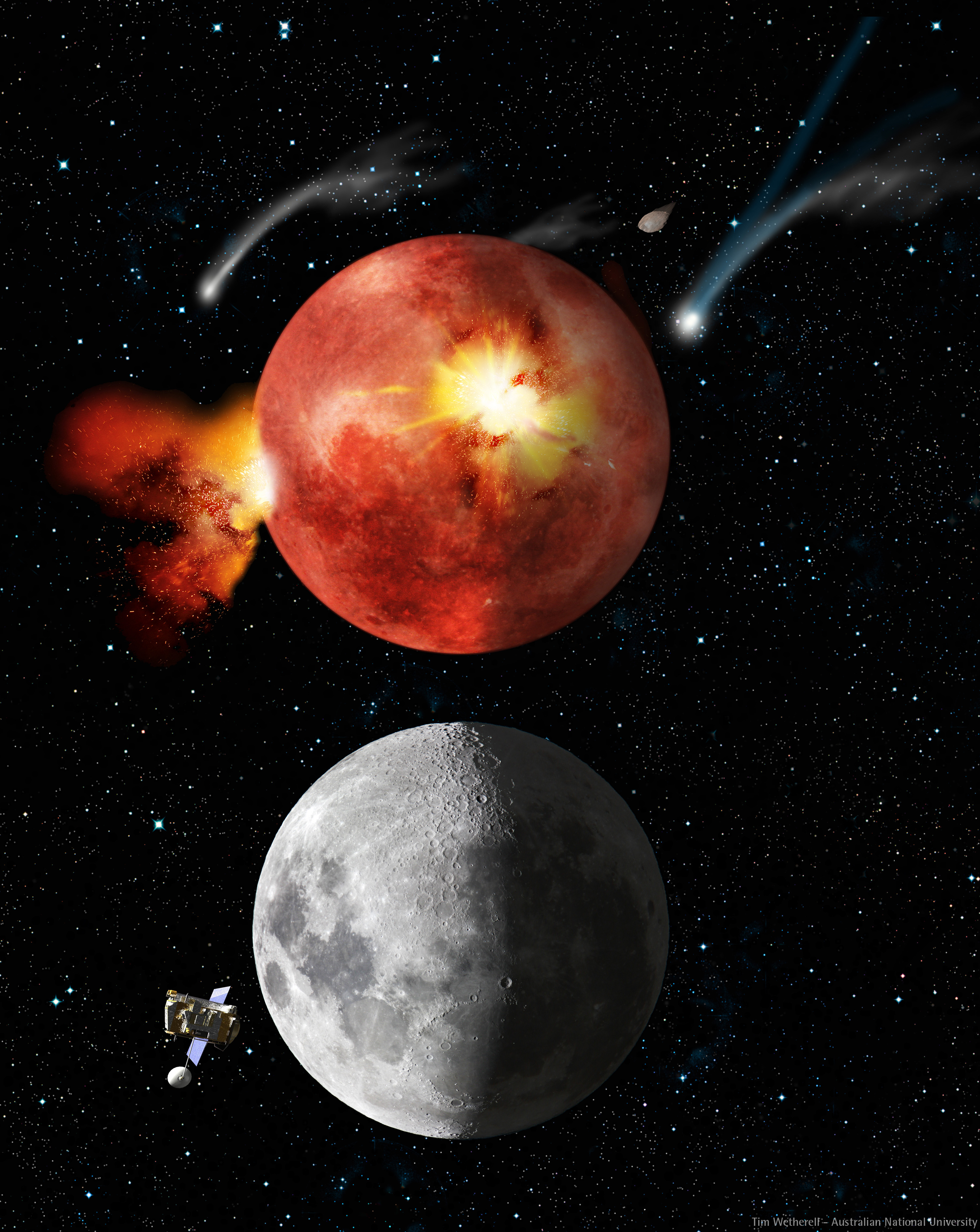
Obra artística de cómo pudo ser el posible bombardeo.

El bombardeo intenso tardío (conocido también como cataclismo lunar, último bombardeo intenso o LHB) es un período, en torno a hace entre 3800 y 4100 millones de años, en el que la Tierra, la   Luna y otros cuerpos del sistema solar interior sufrieron frecuentes impactos muy violentos de grandes asteroides. Este período es el causante de la mayor parte de los cráteres que actualmente se observan tanto en la Luna como en Mercurio. Esta teoría es una explicación tanto del lento enfriamiento terrestre como de la edad de los impactos lunares.

## Historia
El origen de la teoría se encuentra en las misiones Apolo a la Luna. Esas misiones trajeron a la Tierra múltiples muestras de rocas lunares. La edad de estas rocas se determinó utilizando la datación radiométrica, es decir, midiendo la concentración de isótopos inestables respecto a la de los productos en los que se desintegran; en el caso de las rocas el sistema es el mismo, con la diferencia de que la vida media del carbono-14 es de unos 5700 años (de modo que sirve para datar muestras recientes), mientras que en el caso de las rocas se utilizan otros isótopos, como el uranio-235 (con una vida media de unos 700 millones de años) y el uranio-238 (cuya vida media es de unos 4500 millones de años).
En cualquier caso, dado que las muestras procedían de lugares muy alejados en la superficie lunar, y teniendo en cuenta la edad de nuestro satélite, varios científicos postularon, a mediados de los años 70, la hipótesis de que durante ese período se produjo lo que denominaron un cataclismo lunar, de modo que la intensidad de impactos de asteroides durante ese tiempo fue muchísimo mayor que la habitual (hay que recordar que los impactos se producen constantemente a pequeña escala), desencadenando un auténtico cataclismo en nuestro satélite. Lo más probable es que este fenómeno sucediera no solo en la Luna, sino en toda la región interior del sistema solar.
La composición de las rocas lunares permitió, además, identificar el origen de muchos meteoritos caídos sobre la Tierra: alrededor de uno de cada mil meteoritos que impactan sobre nuestro planeta son de origen lunar; el resto, asteroides. Al estimar la edad de estos meteoritos se determinó que casi todos ellos procedían del mismo período, que empezó a denominarse período de bombardeo intenso tardío.

## Pruebas a favor

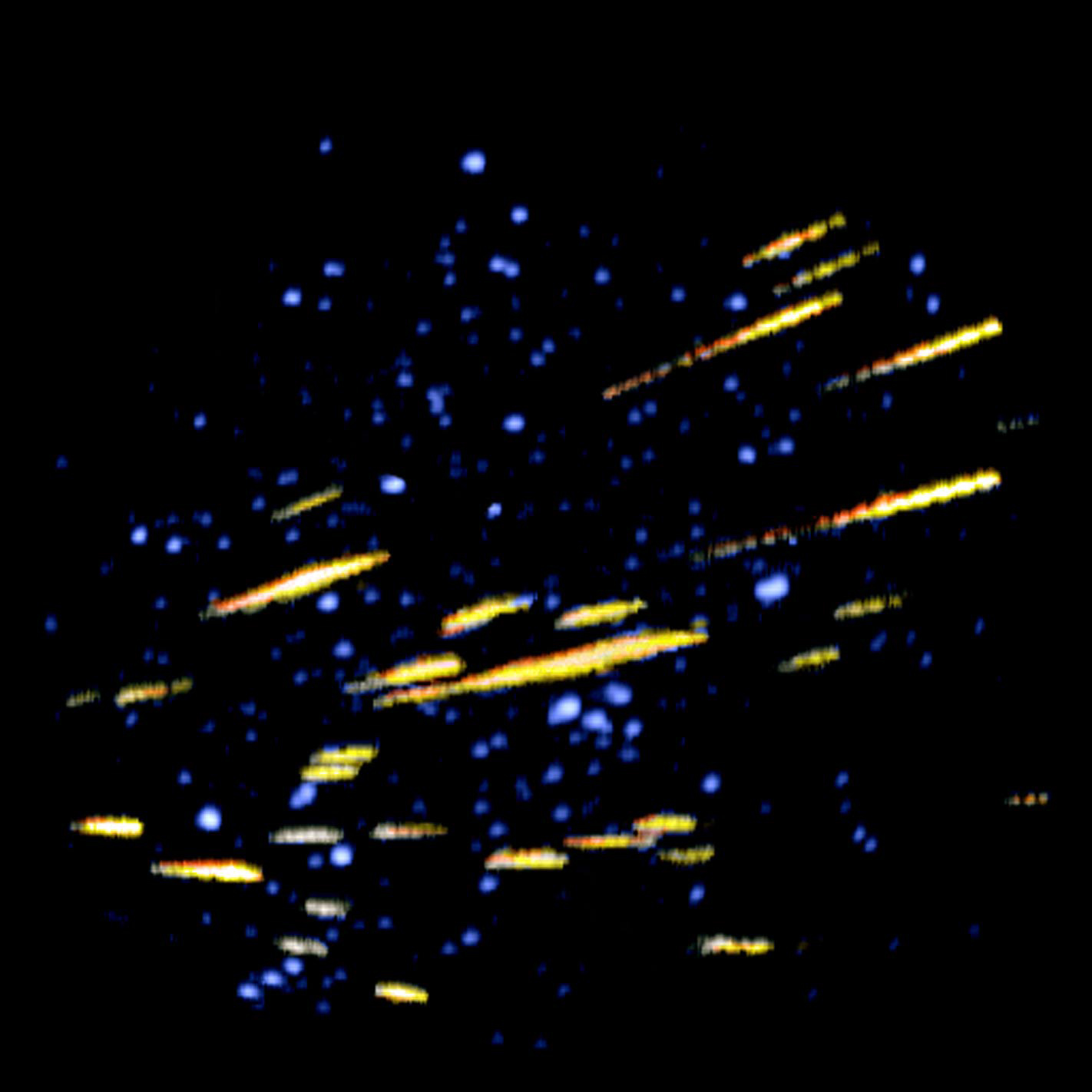
Lluvia de meteoros, aparentemente en la Vía Láctea.

Poco a poco la teoría del LHB fue ganando partidarios. Las muestras de meteoritos lunares sobre la Tierra tienen edades bastante coherentes con las de las muestras de las misiones Apolo (aunque no todos provienen del mismo período), y es difícil suponer que estos meteoritos proceden de las mismas regiones en las que alunizaron los Apolo. Por otro lado, hay que tener en cuenta que el modo en el que se identificaron muchos de esos meteoritos sobre la superficie terrestre fue precisamente compararlos con las muestras procedentes de la Luna… con lo que no debe resultar sorprendente que se parezcan a ellas.
El LHB desentrañaría un misterio acerca del origen de la Tierra: apenas existen restos de rocas con más de 3800 millones de años de antigüedad, sin embargo, teniendo en cuenta la temperatura inicial y la masa y volumen del planeta, este debería haber dispuesto de una corteza sólida muchísimo tiempo antes. Incluso considerando el impacto de Theia y la formación de la propia Luna (algo que calentó mucho a nuestro planeta), las cosas no encajan: la Tierra debería haber tenido una superficie sólida muchos millones de años antes.

## Hipótesis

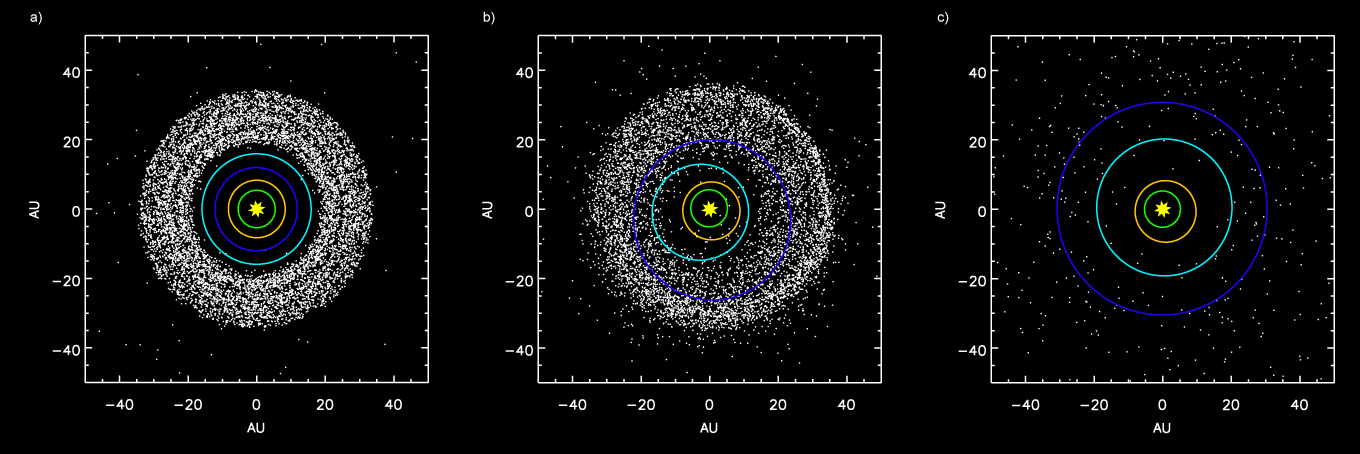
Simulación de la hipótesis de resonancia orbital Júpiter-Saturno. Esto habría producido un barrido del cinturón de Kuiper que hubiera llevado a multitud de cuerpos pequeños a caer a la órbita interna del sistema solar.

Una explicación que contestaría las dos preguntas es, por supuesto, que el responsable de ese calentamiento extra y la desaparición de la primitiva corteza fue justamente el intenso bombardeo tardío. Esa lluvia apocalíptica de meteoritos, si se produjo, cubrió la superficie terrestre de cráteres y proporcionó una inmensa cantidad de energía térmica al primitivo planeta. La Tierra no es tan estática como la Luna y es muy difícil tener actualmente una idea de cómo debió de ser este proceso, pero podemos realizar estimaciones a partir de los efectos del LHB sobre nuestro satélite, extrapolando los números: decenas de miles de cráteres de más de 20 kilómetros de diámetro se formaron en ese corto período, pero por más impresionante que sea esto, se trató de impactos relativamente pequeños comparados con los más violentos. Se formaron decenas de cráteres de más de 1000 kilómetros de diámetro, y varios de más de 5000 kilómetros de diámetro.
Todas las explicaciones parten de la base de un sistema solar en continua transformación, algo en gran medida opuesto a lo que  parecen mostrar muchos textos divulgativos. Es de esperar que a largo plazo se pueda determinar si el LHB sucedió, principalmente obteniendo muestras rocosas de otros planetas interiores, como Mercurio o Marte, especialmente las de impactos de meteoritos, que mostrarán o no ese peculiar incremento alrededor de 3800-4100 millones de años.

### La teoría delPlaneta V
En 2002 los astrónomos John Chambers y Jack Lissauer plantearon una posible causa del LHB: la existencia de un quinto planeta rocoso más allá de Marte, el denominado Planeta V, que podría haber estado entre Marte y el cinturón de asteroides. Utilizando simulaciones por ordenador, Chambers y Lissauer construyeron un modelo en el que el Planeta V tenía una órbita inestable debido a su interacción gravitatoria con los planetas interiores; sin embargo, la inestabilidad era suficientemente pequeña como para que la órbita se modificase poco a poco, de modo que hubo que esperar hasta alrededor de 4000 millones de años atrás para que el planeta finalmente entrase en una órbita altamente elíptica que lo llevaría primero a cruzar el cinturón de asteroides y luego a precipitarse hacia el Sol, donde desaparecería.
Al atravesar el cinturón de asteroides, el Planeta V impactó contra algunos de ellos, pero además modificó la órbita de muchos otros, haciendo que cayeran hacia la región interior del sistema solar: hacia Marte, Venus, la Tierra (y su satélite) y Mercurio, produciendo el cataclismo que denominamos bombardeo intenso tardío. Los modelos matemáticos empleados por estos científicos encajan muy bien con los datos que tenemos pero, por supuesto, no son una prueba concluyente ni de la existencia del LHB ni de la explicación del Planeta V.

### La hipótesis de los planetas gaseosos

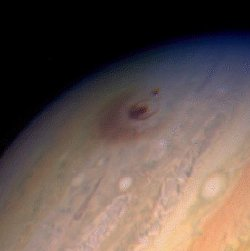
Impacto de un asteroide sobre Júpiter. Incluso hoy en día Júpiter sigue afectando las trayectorias de los cuerpos celestes menores.

Otra posible explicación es que la formación del sistema solar exterior haya tardado más de lo que pensábamos: algunos modelos muestran que los planetas rocosos interiores se formaron rápidamente, pero la menor densidad de material en la región externa del disco de acreción que formó nuestro sistema pudo hacer que Urano y Neptuno se formasen relativamente tarde —hace unos 4000 millones de años. Su presencia entonces alteró el equilibrio de muchos cuerpos pequeños del sistema, haciendo que muchos de ellos tuvieran órbitas inestables que los llevaron a caer hacia la región interior e impactar contra los planetas rocosos y sus satélites. Sin embargo, las teorías más aceptadas actualmente postulan una formación muy rápida de los gigantes gaseosos, algo que desmonta esta teoría, ya que Urano y Neptuno hubieran existido entonces desde mucho antes de que se produjera el LHB.

### La hipótesis de la resonancia orbital
Finalmente, otra serie de simulaciones por ordenador realizadas por R. Gomes, H.F. Levinson, K. Tsiganis y A. Morbidelli, y publicadas en Nature en 2005 postulan otra posible explicación: si la densidad de los objetos más allá de Neptuno es suficientemente grande, es posible que su “tirón gravitatorio” sobre los gigantes gaseosos en la juventud del sistema solar haya ido modificando poco a poco su órbita. Unos de ellos afectaron a otros, de manera que casi todos se fueron alejando poco a poco del Sol excepto Júpiter, que se acercó ligeramente a la estrella. Llegado cierto momento, Júpiter y Saturno entraron en una resonancia orbital 1:2 y el sistema solar se volvió muy inestable.
Dos cuerpos celestes entran en resonancia orbital cuando sus períodos orbitales (el tiempo que tarda cada uno en dar una vuelta completa) forman una relación sencilla de números enteros. A veces esto no significa mucho, pero otras puede tener consecuencias determinantes: puede hacer que se queden “fijos” en esas órbitas, al tirar uno del otro de modo que no puedan escapar de ellas, en cuyo caso se tiene una configuración muy estable o puede suceder justo lo contrario, si los tirones gravitatorios crean órbitas excéntricas en esos cuerpos o en otros.
En el caso de una resonancia 1:2 entre Júpiter y Saturno, los modelos de Gomes y su equipo muestran que multitud de objetos pequeños del cinturón de asteroides sufrirían perturbaciones en sus órbitas que los precipitarían hacia el interior del sistema mientras los dos grandes gigantes gaseosos seguirían modificando sus propias órbitas hasta tener las actuales –que no tienen esa resonancia–. Esto explicaría, por supuesto, el LHB de manera satisfactoria.